# 31557 Holleybakich
31557 Holleybakich este o planetă minoră (asteroid), cu un diametru de 3,287 km, din centura de asteroizi. A fost descoperită pe 13 martie 1999 la Goodricke-Pigott Observatory⁠(d) de Roy A. Tucker⁠(d). 
Obiectul prezintă o orbită caracterizată de o semiaxă mare de 2,7774769 UAi, o excentricitate de 0,15, o înclinație de 8,89267 ° în raport cu ecliptica.